# Sylva (rivière)
Pour les articles homonymes, voir Sylva.
La Sylva (en russe : Сылва) est une rivière de  Russie qui coule dans l'oblast de Sverdlovsk et le kraï de Perm. C'est un affluent de la Tchoussovaïa.

## Géographie
D'une longueur de 493 km, elle draine un bassin versant de 19 700 km2. La Sylva débouche dans la Tchoussovaïa au niveau de l'anse de Tchoussovoï du réservoir de la Kama. Elle gèle vers la fin novembre et se libère en avril. Sur une partie de son cours, les rives de la Sylva sont d'abruptes falaises, vestiges fossiles de récifs coralliens de la mer permienne depuis longtemps disparue, qui par endroits s'élèvent jusqu'à 100 m au-dessus du niveau de la rivière.

## Affluents
Ses principaux affluents sont :
- Iren
- Barda
- Chakva

Elle arrose la ville de Koungour.